# Cephalissa siria
Cephalissa siria är en fjärilsart som beskrevs av Edward Meyrick 1884. Cephalissa siria ingår i släktet Cephalissa och familjen mätare. Inga underarter finns listade i Catalogue of Life.